# كارايباس
كارايباس بلدية في ولاية باهيا في المنطقة الشمالية الشرقية من البرازيل.